# Pelidnota filippiniae
Pelidnota filippiniae är en skalbaggsart som beskrevs av Soula 2009. Pelidnota filippiniae ingår i släktet Pelidnota och familjen Rutelidae. Inga underarter finns listade i Catalogue of Life.